# Akyn
Aqyn o akyn ( en kazajo: ақын   , en kirguís: акын   , pronunciado [ɑˈqɯn] ; ambos transcritos como aqın o اقىن ), es un poeta y cantante improvisado en las culturas kazaja y kirguisa . Los aqyns son distintos de los ru o ru, que en cambio ellos son intérpretes de canciones o narradores épicos .
En los concursos de canciones, (más conocidos como aytıs), los aqyns improvisan en forma de un recitativo similar a una canción, generalmente con acompañamiento de un dombra (entre los kazajos) o un komuz (entre los kirguises). Dentro del contexto del estilo de vida nómada y el analfabetismo de la mayoría de la población rural de Asia Central en la época presoviética, los akyns desempeñaron un papel importante en términos de expresar los pensamientos incluso sentimientos de las personas, exponer los vicios sociales y el poder de  glorificar los héroes. En la era soviética, su repertorio incorporó canciones de alabanza a Lenin .
Los aqyns contemporáneos también pueden llegar a publicar sus letras y poesías originales.

## Aqyns kazajos
Los famosos aqyns kazajos históricos incluyen: Janak Kambaruluy (1760–1857), Makhambet Otemisuly (1804–1846), Suunbai Aronuly (1815–1898), Şernyz Jarylgasov (1817–1881), Birjan-Sal Khodgulov (1834–1897), Ziaus Baijanov (1835–1929), Akan Sere Corramsauluy (1843–1913), Zhambyl Zhabayuly (1846–1945), Gaziz Firesoll (mente 1930), Kenen Azerbaev (1884–1976) y Aqtan Kereiuly.
Los aqyns más a menudo suelen improvisar por completamente, respondiendo a cualquier fenómeno en la sociedad o a la situación en días festivos nacionales, etc. En días festivos, a menudo se lleva a cabo una especie de competencia de aqyn. Durante el concurso acuático, se divierten alternativamente en forma de poesía, tratan de burlarse unos de otros o eligen cualquier tema arbitrario. A veces, las autoridades intentan someter a la censura de Aytyus cuando se trata del poder de la propiedad o de los políticos.
El estilo de vida nómada y la velocidad del arte de Akynov no le permiten trabajar en el pasado y mantener obras en papel. La mayor parte de las obras de Tomás de Aquino quedaron perdidas.

## Literatura
- Nurmakhan, Zhanash: Kazaktyn 5000 Akyn-zhyrauy . Almatý 2008.  (in Kazakh)